# Gabriel d'Arsac de Ternay
Pour les articles homonymes, voir Arsac et Ternay.
René-Henri-Louis dit Gabriel d'Arsac, marquis de Ternay, seigneur des Roches, de Maubué, de Thaix, de Marigny et autres lieux, né le 15 novembre 1721 au château de Ternay et mort le 21 juillet 1796 à Londres, est un officier et homme politique français, député de la noblesse aux États généraux de 1789.

## Biographie
Fils de Charles-François d'Arsac, marquis de Ternay, et de Louise Lefebvre de Laubrière, sœur de Charles-François, Gabriel d'Arsac de Ternay nait le 15 novembre 1721 au château de Ternay. Son frère cadet, le chevalier de Ternay, se distinguera dans la Marine royale.
Il suit une carrière militaire. Pendant la guerre de Succession d'Autriche, il prend part à la bataille d'Ettinghem en 1743 où il est fait prisonnier. Il est par la suite capitaine de dragons et chevalier de l'ordre de Saint-Louis.
Élu député de la noblesse aux États généraux par le bailliage de Loudun. Son rôle parlementaire se borne à rester fidèle à son parti et à voter avec lui, jusqu'au jour où il émigre en Angleterre et s'engage dans l'Armée des Princes. Il meurt le 21 juillet 1796 à Londres.
Son château de Ternay est vendu comme bien national en 1792. Sa veuve rachète le château en 1804.
Il avait épousé Marie-Adélaïde-Henriette-Victoire Cantineau de Commacre, dame de Thaix, fille de Jean-Félix Cantineau, comte de Commacre, mousquetaire, lieutenant des maréchaux de France au département de Tours, et de Marie-Madeleine Benoist de Genault (cousine germaine du maire de Tours Louis Benoist de La Grandière). Par son épouse, il devient propriétaire du manoir de Ray (Le Petit-Pressigny). Ils sont les parents de Charles-Gabriel d'Arsac de Ternay.

### Sources et bibliographie
- « René, Henri, Louis dit Gabriel D'ARSAC DE TERNAY », dans Adolphe Robert et Gaston Cougny, Dictionnaire des parlementaires français, Edgar Bourloton, 1889-1891 [détail de l’édition] [texte sur Sycomore]
- Mémoires de la Société archéologique de Touraine, vol. 9, Paris, Société archéologique de Touraine, 1757 (lire en ligne), p. 81
- Olivier Ducamp, Les Benoist de La Grandière et leur descendance, Paris, Éditions Christian, 1998